# 曠宗舜
旷宗舜（1528年—1557年），字芝封，湖廣醴陵縣人。明朝解元、學者。

## 生平
嘉靖七年（1544年）乡试解元。宗舜事亲至孝，不忍远离，即居家研讀二十一史。

## 著作
著有《渌江漫集》、《批评二十一史》、《芝封辭》。